# Włodzimierz Włodarczyk
Włodzimierz Włodarczyk (ur. 23 sierpnia 1957) – polski lekkoatleta, który specjalizował się w skoku w dal i sprincie. 

## Osiągnięcia
Wielokrotny medalista mistrzostw Polski. Jedyny złoty medal krajowego czempionatu zdobył w 1983. W roku 1982, w drużynie Legii Warszawa, wraz z Zenonem Licznerskim, Marianem Woroninem i Piotrem Karczmarkiem zdobył srebrny medal w sztafecie 4x100 podczas mistrzostw kraju. Uczestnik zawodów Przyjaźń-84, gdzie zajął 8. miejsce w skoku w dal. Reprezentant Polski w meczach międzypaństwowych. Startował w barwach AZSu Kraków, warszawskiej Legii oraz Górnika Brzeszcze.
Uczył informatyki w Gimnazjum nr 1 i 2 w Brzeszczach, Zespole Szkolno-Przedszkolnym nr 1 w Przecieszynie oraz w Szkole Podstawowej nr 3 im. Orła Białego w Bieruniu.

## Rekord życiowy
- skok w dal – 8,09 m (5 września 1985, Rieti – 12. wynik w historii polskiej lekkoatletyki[1]) oraz 8,18 m (15 lipca 1984, Birmingham). Podczas tego skoku wiał sprzyjający zawodnikowi wiatr o prędkości +3,7 m/s (aby wynik mógł być uznany za oficjalny wiatr nie może przekraczać +2,0 m/s)